# Rickenbacker
Rickenbacker International Corporation er en amerikansk producent af elektriske strengeinstrumenter. Virksomheden har hjemsted i Santa Ana i Californien. Virksomheden anses som den første producent af elektriske guitarer, idet virksomheden i 1932 fremstillede en række elektriske guitarer og basser.
Rickenbacker er bl.a. blevet kendt på grund af den brug, som en række musikere, herunder The Beatles, gjorde af guitarerne i 1960'erne, særlig brugen af Rickenbackers 12-strengede guitarer.
Da bølgen af "the British Invasion" døde ud i slutningen af 1960'erne, faldt Rickenbackers guitarer i popularitet. Rickenbackers guitarer opnåede dog fornyet popularitet med fremkomsten af punk og new wave, hvor bl.a. The Jam eksponerede Rickenbackers produkter. Retro-bands inspireret af musikken fra 60’erne benytter også ofte Rickenbackers guitarer, eksempelvis var The Rembrandts i 1990'erne markante brugere af Rickenbacker guitarer og basguitarer, og bl.a. kendingsmelodien til sitcom'en Friends er illustrativ for Rickenbacker guitarens lyse lyd.

## Historie
George Beauchamp havde sammen med Paul Barth og Harry Watson designet elektriske hawaii guitarer hos virksomheden National String Instrument Corporation, og i 1931 grundlagde Beauchamp med Adolph Rickenbacher firmaet Ro-Pat-In Corporation (ElectRo-Patent-Instruments) med det formål at sælge de elektriske guitarer. De valgte at sælge guitarerne under varemærket Rickenbacher (senere ændret til Rickenbacker). Nogle af de første produkter blev også solgt under navnet Electro.

### Fry-Pan
Blandt de første instrumenter var den nyudviklede A-25 hawaiiguitar, en elektrisk guitar, der via elektronik kunne forstærke lyden af guitarens strenge. Den elektriske guitar fik tilnavnet "stegepanden" (engelsk "The Fry Pan") på grund af den lange hals og runde krop. Det var den første kendte elektriske guitar med massiv krop, selv om guitaren var af lap steel guitar-typen. De blev fremstillet med en enkelt pickup med en stålkasse, der lå over strengene. Da firmaet stoppede produktionen af "The Fry Pan" i 1939, havde de fremstillet flere tusinde eksemplarer. Ro-Pat-In fremstillede endvidere en elektrisk guitar, der var baseret på en traditionel spansk guitar, guitaren "Electro-Spanish". Electro-Spanish var fremstillet med trækasse. The Fry Pan og Electro-Spanish var begge konstrueret således, at strengenes svingninger blev opfanget af elektromagnetiske pickup'er og herefter elektrisk forstærket, og de anses for at være de første kommercielt fremstillede elektriske guitarer.
I 1933 skiftede Ro-Pat-In navn til Electro String Instrument Corporation og instrumenterne solgt under navnet "Electro". I 1934 blev navnet Rickenbacker introduceret.
Electro String solgte også forstærkere sammen med guitarerne. Den første seriefremstillede forstærker blev fremstillet af en radioproducent, Van Nest, i Los Angeles. Forstærkerne blev videreudviklet af Ralph Robertson og i 1940’erne var der mindst fire forskellige Rickenbacker-modeller. I begyndelsen af 1940’erne blev Rickenbackers forstærkere til tider repareret af Leo Fender, hvis værksted senere udviklede sig til Fender Electric Instrument Manufacturing Company.

### Electro-Spanish
Sideløbende med produktionen af Fry-Pans eksperimenterede Beauchamp og Rickenbacher med spanske guitarer af træ samt guitarer med massiv krop. Disse eksperimenter førte til udviklingen af Electro-Spanish Model B og Electro-Spanish Ken Roberts. Begge modeller var udviklet som prototyper i 1931 og blev officielt sendt på markedet i 1935.
Der blev kun produceret 46 eksemplarer af Electro-Spanish Ken Roberts-modellen. Ken Roberts-modellen indeholdt flere nye designelementer. De fleste guitarer havde 14 bånd fra kroppen, men Electro-Spanish Ken Roberts’ gribebræt havde 17 bånd ved kroppen.
En anden nyskabelse var en stol med verdens første tremolo. Rickenbacker patenterede systemet (US Patent: US2241911A).

### Model B Electric
Rickenbacker introducerede i 1935 flere nye modeller, herunder Model "B" Electric Spanish guitar, der er den første masseproducerede elektriske guitar med massiv krop. Da de oprindelige Fry-Pans af aluminum ofte gik ud af stemning som følge af metallets udvidelser og sammentrækninger grundet varmepåvirkning, blev Model B fremstillet af det dengang nye produkt bakelit, en slags tidlig plastik.

### Salg af virksomhed og fokus på el-guitarer
Rickenbacker producerede fortrinsvis steel guitarer i første halvdel af 1950’erne, men i forbindelse med fremkomsten og populariteten af rock and roll købte ejeren af Radio & Television Equipment Co. (Radio-Tel), F.C. Hall, i 1953 Electro String Company af Adolph Rickenbacker. Hall reorganiserede virksomheden og fokuserede på standard elektriske og akustiske guitarer fremfor de steel guitarer, som selskabet var grundlagt på. I 1956 introducerede Rickenbacker to nye instrumenter designet med et gennemgående stykke træ, der løber fra halsen gennem kroppen, hvilket blev standard på mange senere Rickenbacker-modeller.
I 1963 udviklede Rickenbacker en 12-strenget guitar med et innovativt hoved med et design, der gav mulighed for placering af alle 12 stemmeskruer på et hoved af standardlængde.

### Rickenbacker guitarer og 1960’ernes rock and roll
Rickenbacker opnåede betydelig succes i 1960'erne, da et par af firmaets modeller blev forbundet med The Beatles' lyd og udtryk.
Betales' guitarist og sanger John Lennon købte i 1960 en Rickenbacker 325, da Beatles opholdt sig i Hamborg. Han fik senere farvet guitaren sort og fik den modificeret, bl.a. med en vibrato og kontrolknapper. Lennon spillede på denne guitar ved flere af Beatles' koncerter, herunder, da Beatles i 1964 optrådte på The Ed Sullivan Show og satte rekord som verdens mest sete tv-program. Lennon spillede på samme guitar ved Beatles' tredje optræden på Ed Sullivan Show.  Da Beatles var i USA i 1964, fremstillede Rickenbacker to nye 325'ere til John Lennon og sendte dem til ham, mens han var i Florida; en ny opdateret seksstrenget med vibrato og en 12-strenget model. Ved Beatles' anden optræden på Ed Sullivan Show spillede Lennon på den nye seks-strengede. Ved Beatles' berømte koncert på Shea Stadium i 1965 for et dengang rekordstort publikum på 65.000 tilskuere, spillede båre Lennon og Harrison Rickenbacker guitarer.
Beatles’ leadguitarist George Harrison havde købt en Rickenbacker 425 under et kort ophold i USA i 1963. Under et besøg med Beatles i New York i februar 1964 forærede Rickenbacker en Rickenbacker 360/12 (den 12-strengede model fra firmaet) til Harrison. Det var blot den anden 12-strengede guitar, som Rickenbacker havde fremstillet. Denne guitar blev en central del af Beatles' lyd på Beatles' tredje album A Hard Day's Night og på andre Beatles sange i 1964. Harrison spillede på guitaren ved flere senere lejligheder i karrieren. I 1965 fik Harrison endnu en 12-strenget Rickenbacker 360/12 "New Style" med en mere afrundet design. Den nye Rickenbacker blev benyttet på indspilningen af sangen "If I Needed Someone" på albummet Rubber Soul og ved Beatles' koncerter i 1966.
Efter afslutningen af Betales' turne i sommeren 1965 fik Paul McCartney en venstrehåndet 4001S FG Rickenbacker-bas. McCartney havde indtil da primært spillet på en Höfner violinbas, men McCartney anvendte Rickenbacker-bassen på de fleste af Beatles' indspilninger herefter. McCartneys brug af Rickenbacker-bassen gjorde den populær blandt andre bassister. McCartney malede bassen i psykedeliske farver i 1967, og bassen kan ses i promotion-videoen for “Hello Goodbye” og i filmen Magical Mystery Tour. De psykedeliske farver blev siden fjernet igen, og McCartney benyttede bassen også i tiden med Wings indtil slutningen af 1970'erne.
Bl.a. på grund af Betales' brug af Rickenbackers produkter, begyndte flere guitarister og bassister at spille Rickenbackere op igennem 60'erne, herunder Roger McGuinn fra The Byrds (særlig den 12-strengede udgave), John Fogerty (Creedence Clearwater Revival), Paul Kantner (Jefferson Airplane) og John Entwistle og Pete Townshend fra The Who og John Kay fra Steppenwolf.

## Karakteristika ved Rickenbackers guitarer
Flere Rickenbacker-modeller anvender et "Rick-O-Sound"-system, hvor output fra hver pickup sendes ud via sin egen separate udgang. Et andet karakteristikon er guitarernes hals, der er bygget af flere stykker træ for at modvirke vrid og interne spændinger i halsen. Træet er lamineret i længderetningen. Basguitarernes hals udgøres af ét stykke træ, der fortsætter gennem bassens krop. Guitarernes hals er smallere ((41.4 mm ved kroppen) end de fleste konkurrenters (normalt 43 mm). Båndene er lakeret rosentræ.
Rickenbacker-guitarer er kendt for deres lyse og lettere metalliske lyd, og har været særlig benyttet inden for folk rock og bands, der var en del af British Invasion, eksempelvis The Searchers, The Beatles og The Who. De tidlige modeller ("toaster-pick-ups") havde pickup'er med svagt output, men da musiksmagen i slutningen af 1960'erne gik mod en tungere type rock, blev de faset ud i 1969-70 og erstattet med mere følsomme pickup'er med et større output. Pete Townshend fra The Who anser dog de tidligere Rickenbackere for afgørende for sin udvikling af teknikker med feedback og udvikling af sin Marshall-lyd.

## Basguitarer
Rickenbackers første el-basser var 4000-serien, der blev fremstillet fra 1957. Herefter fulgte 4001 i 1961 og en “limited edition” bas, 4002, der blev introduceret i 1977 og kortvarigt fremstillet. I midten af 1970’erne introduceredes en 8-strenget bas som 4008 og i 1979 blev 4003 introduceret. 4001 udgik af produktion i 1986, hvorefter 4003 var Rickenbackers standardbas. I dag fremstilles endvidere en 4004-model.
Paul McCartney fik en af de første Rickenbacker 4001S basguitarer, der var blevet introduceret i 1964. Andre bassister, der tidligt spillede 4001’ere var bl.a. Roger Waters (Pink Floyd), John Entwistle (The Who) og Pete Quaife (The Kinks).
I 1970’erne blev Rickenbackers basser ofte benyttet i genren progressiv rock, hvor bl.a. de britiske bassister Mike Rutherford (Genesis) og Chris Squire (Yes) spillede Rickenbacker. Squire var blandt de første til at opdele signalet, da han sendte signalet fra pickup’en ved halsen til en basforstærker og signalet fra pickup’en ved stolen til en lead-guitar forstærker. Kombineret med en aggressiv anslagsteknik gav det rumlende og malende lyd, der var distinkt for Yes’ lyd.
I genren hard rock var Deep Purples Roger Glover en prominent Rickenbacker ‘aficionado’. Fred Turner fra Bachman-Turner Overdrive spillede 4000 på samtlige sange på Not Fragile-albummet og bassen er også afbildet på indercoveret til albummet Four Wheel Drive. Geddy Lee fra Rush benyttede en Rickenbacker på bandets tidlige udgivelser. En anden enthusiast var Metallicas bassist Cliff Burton, hvis kraftigt modificerede 4001 blev benyttet i tiden omkring bandets album Kill 'Em All. Motörheads sanger og bassist Lemmy Kilmister var ligeledes kendt for sin brug af Rickenbacker basser og fik opkaldt en signaturmodel opkaldt efter sig, 4004LK, med tre pickup’er, forgyldt metal og udskæringer i træet.
Rickenbacker basser blev ofte benyttet af britiske punk- og new wave-band i slutningen af 1970’erne og i de tidlige 80’ere, bl.a af Glen Matlock (Sex Pistols) og Paul Simonon (The Clash) (der dog hurtigt udskiftede til Fender Precision Basser), Bruce Foxton (The Jam), Paul Gray (The Damned, Eddie & the Hot Rods), Tony James (Generation X), Michael Bradley (The Undertones), Youth (Killing Joke) og i USA Kira Roessler (Black Flag) og Mike Mills (R.E.M.).

## Rickenbacker akustiske guitarer
Rickenbacker har produceret en række unikt designede stålstrengede akustiske guitarer. Firmaet producerede fra 1950’erne akustiske guitarer, bl.a. blev benyttet af the hands Ricky Nelson og Sam Cooke, men Rickenbacker koncentrerede sig om elektriske guitarer og western steel guitarer fra begyndelsen af 1960’erne og senere. Fra 1959 til 1994 blev kun fremstillet ganske få eksemplarer.
I 1995 blev de akustiske guitarer genintroduceret og en ny fabrik åbnede i 1996. Fabrikken lukkede dog allerede 2006 efter at der var produceret færre end 500 eksemplarer. Rickenbacker gav herefter instrumentmageren Paul Wilczynski fra San Francisco en licens til af fremstille akustiske Rickenbacker guitarer. Licensen ophørte i 2013.

## Pickup’er
Rickenbacker fremstiller tre pickup’er: Hi-gain single coil, Vintage Toaster single coil og humbuckere. Alle tre pickup’er er fremstillet således, at de kan monteres på de fleste nuværende og tidligere modeller. Hver sin type har sin egen lyd.
De fleste nuværende modeller fremstilles med single-coil hi-gain pickup’er som standard. Hi-gain pickup’ens lyd er forbundet med bl.a. The Jam og R.E.M.
Rickenbackers HB1 humbucker/dual coil pickup har en lyd, der minder om Gibsons mini-humbucker pickup og er standard på Rickenbacker basguitarerne 650C og 4004.
På vintage modellerne og på nogle signaturmodeller er monteret Toaster Top pickup’er. Disse har et lavere output, men giver en lysere og renere lyd, og forbindes med den oprindelige Rickenbacker-lyd fra 1960’ernes indspilninger. I nyere tid er disse pickup’er benyttet af bl.a. Tom Petty og Mike Campbell fra Tom Petty and the Heartbreakers
Enkelte vintage-modeller af basguitarer er fremstillet med en pickup formet som en hestesko over strengene på samme måde som de oprindelige Rickenbacker Frying Pan modeller.

## Produkter

### Elektriske guitarer
300-serien
Rickenbackers 300-serie er halvakustiske guitarer. 300-serien er designet af den tyske instrumentmager Roger Rossmeisl. Guitarerne 310/315/320/325 er korte med 3/4 krop.
- 310/315: 310 blev fremstillet fra 1958 til 1971 og igen fra 1981-88. 310 var uden klanghul. 315 var en variant af 310, der blev fremstillet fra 1958 til 1975.[20]
- 320/325: 320 og 325 blev introduceret i 1958. 320 og de første eksemplarer af 325 blev fremstillet uden klanghul, men senere eksemplarer af 325 havde klanghul. 320 har stolen udformet som et R. Begge guitarer har tre pickup'er. 325 blev særlig kendt, da John Lennon benyttede den flittigt i tiden med The Beatles. Lennons version var uden klanghul, og senere vintage modeller ("C" og "C64") blev derfor fremstillet uden. 320 blev fremstillet frem til 1994 og blev tillige fremstillet i en 12-strenget version. 325 blev fremstillet frem til 1975.
- 330/335/340: 330 er en guitar med to pickup'er og et mono output jackstik. Model 340 har tre pickup'er. 330 og 340 fremstilles i en 12-strenget version, (Model 330/12 og 340/12). Stolen på 330/340-seriens guitarer er formet som et "R". 335 er en 330 uden vibratorarm til tremolo-effekt.
- 341: "Light Show" blev fremstillet mellem 1970 og 1975. Guitaren havde lys indbygget i kroppen, der kunne ses gennem den delvis gennemsigtige forside af kassen. Lysene kunne styres via en særlig indgang på guitarens side. Guitaren er i dag et samlerobjekt.[20]
- 350 "Liverpool": En forlænget version af 330-modellen fremstillet fra 1985.

- 360/370: Model 360 minder om 330/340-modellen, men har stereo output. Model 370 fremstilles ikke længere, men blev produceret med tre pickup'er. Begge modeller er fremstillet i 12-strengede udgaver (360/12 og 370/12)
- 380L Laguna/381: Rickenbackers tidligere topmodel i 300-serien. Fremstilles ikke længere. I dag fremstilles dog en vintage model 381V69.
- Model 1993 og 1993Plus: En 12-strenget model med tre single coil pickup'er og mono og stereo output. Guitaren har en 3,1 mm bredere hals i forhold til andre Rickenbackere. Model 1993 blev oprindeligt alene solgt i Storbritannien og fremstilles ikke mere. Model 1993Plus er en vingtagemodel baseret på Pete Townshends oprindelige model 1993.

I 2014 introducerede Rickenbacker “the Walnut series”: 330W, 330W/12, 360W, 360W/12 og 4003W. Disse modeller har krop af olieret valnøddetræ.
400-serien
400-serien er en serie af elektriske guitarer med massiv krop. Serien består af noget billigere modeller i forhold til Rickenbackers øvrige program og blev introduceret i 1950'erne. Guitarerne havde en tulipanløgsformet krop.
- 400 Combo: Rickenbackers første guitar, hvor halsen fortsatte gennem kroppen. Den havde en enkelt pick-up. Modellen blev fremstillet fra 1956 til 1958.
- 420/425: 420 var en 425 med vibrato monteret. Den blev introduceret i 1965 frem til 1984. 425 var afløseren til 400 Combo og blev fremstillet fra 1958 til 1973. Begge guitarer havde en enkelt pick-up (toaster-top), der blev kontrolleret af en volumen- og en tone-knap. Kroppens tykkelse blev reduceret på de senere modeller.
- 430: 430 blev fremstillet fra 1971 til 1982. Den havde to pick-up'er der hver især kontrolleredes med hver sin knap for volumen og tone.
- 450:
- 460:
- 480/481/483:

600-serien
600-serien er elektriske guitarer med massiv krop. Designet blev fastlagt i 1950'erne. Kun 620'eren har Rickenbackers "R"-stol.
- 620: Guitar med to pickup'er. Output i mono og stereo. Fremstilles i 12-strengt version, 620/12.
- 650: Guitar med to humbuck-pickup'er og mono output. Fremstilles i dag som Model 650C Colorado. Tidligere modeller omfatter 650D Dakota og 650S Sierra. Træet til halsen på model 650D og S er gennemgående langs guitarens krop. Guitarernes stol er uden det karakteristiske "R" ved stolen.
- 660: Guitar med to pick'er og mono output. Fremstilles også i 12-strenget version.

### Westernguitarer
700-serien
700-serien er akustiske westernguitarer. 700-serien fremstilles ikke længere.
- 700: En traditionel westernguitar (jumbo body), der blev fremstillet som 700C Comstock og 700S Shasta i både 6- og 12-strenget version og kunne monteres med pickup.
- 730: Topmodel i Rickenbackers serie af akustiske guitarer. Fremstillet som 730S Shiloh og 730L Laramie i 6- og 12-strenget version.
- 760J Jazz-bo: Jazzguitar med Rickenbackers karakteristiske klanghuller og med cutaway.

### Basguitarer
3000-serien
3000-serien er en serie af korte basguitarer, der er udgået af produktion. De blev fremstillet i 3000 og 3001 varianter. Halsen er tyndere end halsen på 4000-serien. Bassen fremstilles med en enkelt singlecoil pickup.
4000-serien
Rickenbackers 4000-serie er basguitarer, der er fremstillet siden 1957. 4000-serien (i dag 4003) er Rickenbackers standardbasguitar.
- 4000/4001/4002/4003/4008: 4000 var Rickenbackers første basguitar, der blev fremstillet fra 1957. 4000 har én pick-up. I 1961 blev den afløst af den opgraderede 4001 med to pickup'er. 4001 blev fremstillet indtil 1986. 4002 var en "limited edition" udgave, der kortvarigt blev fremstillet i 1977, hvor pickup'erne var flyttet til den samme position, som den der blev benyttet af konkurrenten Fender Precision Bass. 4003 blev introduceret i 1979 og er en opgraderet version af 4001. 4003 er fortsat i produktion. Det overordnede design af 4003 følger 4001, men stolens design er ændret. 4003 fremstilles i en standardmodel og i modellerne FL (båndløs) og S (specialudgave) og har stereooutput som standard. 4008 blev fremstillet i midten af 1970'erne og er en 8-strenget udgave af 4001'eren.[25]
- 4004: En nedgraderet 4003 med mono-output. Modellen har ikke slagbræt og fremstilles i varianterne Cii (Cheyenne) og L (Laredo)
- 4005: En el-bas med hul krop. Bassen udgik af produktion i 1984. 4005’eren ligner ikke de øvrige Rickenbacker basser, men minder mere om Rickenbackers 360-370 serie af el-guitarer.